# 奇街站
奇街站（英語：Clyde railway station）是城市鐵路轄下的一個車站，是卡林福特線的唯一轉車站。該車站和格蘭田站只差大約700米，是悉尼市內車站間距離最近的一段。

## 月台服務
西線、卡林福特線和南線都途經該車站，但在2005年後南線則不會再經此站。
1號月台
- 卡林福特線 - 往卡林福特

2號月台
- 西線 - 往中央車站或經北岸線前往包奧華

3號月台
- 西線 - 往鴯鶓平原或裏奇蒙
- 卡林福特線 -  往卡林福特或玫瑰山

4號月台
- 暫沒用途 - 南線前停站月台[2]

5號月台
- 暫沒用途 - 南線前停站月台[2]

6號月台
- 暫沒用途 - 此月台主要前往甚少使用的奇街貨場；基於它不是電氣化路段，城市鐵路的列車是不會使用這月台。在大約19.922km東面有一個阻車器防止列車駛進此月台。

## 接駁交通
現時仍未有任何其他接駁交通